# Kid Sister
Kid Sister, pseudonimo di Melisa Young (Chicago, 3 luglio 1980), è una rapper e attrice statunitense.
Ha pubblicato un solo album, Ultraviolet, nel 2009, contenente 12 canzoni, che ha raggiunto la ventesima posizione nella classifica Top Rap Albums.

## Biografia e vita privata
Melisa Young è nata a Chicago, avente però origine caucasiche e afroamericane. Dopo numerose interviste fatte a lei, Melisa conferma che ha lottato per molti anni in campo finanziario per mettersi in mostra all'occhio di Kanye West. Recentemente ha anche dato l'informazione al mondo del periodo della sua crisi economica: possedeva solo £215. Ma nonostante tutto ha anche ammesso di non aver passato un brutto momento, anche per l'aiuto dei suoi cari.
Questa ragazza ha anche una laurea al Columbia College di Chicago, nella specialità di attrice. Ha partecipato anche a due film: The Guys (2002), con Sigourney Weaver e Anthony LaPaglia, e Best Thief In the World (2003), con Mary Louise Parker e Audra McDonald. Per un piccolo periodo di carriera ha addirittura lavorato in un negozio d'abbigliamento per bimbi e per un bar.

## Carriera
Kid Sister ha iniziato a far parte del mondo della musica nel 2006, essendo ospitata a occasioni di ballo di Flosstradamus. In questa occasione entra a far parte anche a MTV My Block. Nel 2009, la ragazza termina le registrazioni dell'album Ultraviolet, che era il nome rinominato di Dream Date. Alcuni produttori sono A-Trak e Kanye West. Il successo della trent'enne è valso per inserire il video del brano Control nel videogioco musicale DJ Hero, combinato con Disturbia di Rihanna.

## Discografia

### Album
- 2009: Ultraviolet

### Mixtape
- 2010: Kiss Kiss Kiss

### Singoli

#### Estratti
- 2007: Control
- 2008: Pro Nails (ft. Kanye West)
- 2009: Get fresh
- 2009: Right Hand Hi
- 2010: Daydreaming (ft. Cee Lo Green)
- 2010: Big 'n Bad

#### Featuring
- 2008: Beeper (The Count & Sinden ft. Kid Sister)
- 2010: Do Do! Do! (Carté Blanche ft. Kid Sister)
- 2010: Im'ma Get It (Paul Wall ft. Kid Sister e Bun B)

## Premi
- BET Awards
- Migliore artista di sesso femminile nel genere Hip Hop